# Ultimul samaritean
Ultimul samaritean (în engleză The Last Boy Scout) este un film de acțiune american din 1991, regizat de Tony Scott și cu Bruce Willis în rolul unui fost agent al Secret Service, lucrând acum ca detectiv particular, și Damon Wayans în rolul unui jucător de fotbal american retras din activitate. Cei doi lucrează împreună pentru a rezolva cazul uciderii iubitei lui Wayans (interpretată de puțin-cunoscuta pe atunci Halle Berry). Filmul a fost produs de Warner Bros. Pictures și Geffen Pictures, după un scenariu scris de Shane Black (cunoscut din seria Armă mortală).

## Rezumat
În timpul unui meci de fotbal american, jucătorul Billy Cole (Billy Blanks) primește un telefon în pauză de la cineva pe nume Milo (Taylor Negron), care-l avertizează să câștige jocul sau își va pierde viața. Cole înghite PCF și, într-o furie indusă de consumul de droguri, aduce un pistol pe teren. Cole împușcă trei jucători din echipa adversă pentru a putea marca la final. Când poliția intră pe teren, Cole îngenunchează și anunță „Nu este viața o porcărie?”, înainte de a se împușca în cap.
Joe Hallenbeck (Bruce Willis), un fost agent al U.S. Secret Service devenit detectiv particular, descoperă că soția sa (Chelsea Field) l-a înșelat cu prietenul său cel mai bun și uneori partenerul său de afaceri, Mike Matthews (Bruce McGill). Indiferența lui Hallenbeck o frustrează pe soția sa, care făcuse acest lucru numai pentru a-i atrage atenția. În afara casei lui Joe, Mike este ucis de o bombă, după ce îi dăduse lui Joe o misiune de a acționa ca gardă de corp pentru o stripteuză pe nume Cory (Halle Berry).
La barul unde lucra Cory, Joe îl cunoaște pe prietenul ei, fosta vedetă de fotbal american James "Jimmy" Alexander Dix (Damon Wayans), care fusese exclus din fotbalul profesionist din cauza faptului că juca jocuri de noroc. După ce Jimmy o scoate afară pe Cory din bar, Joe decide să aștepte afară unde el este atacat. În ceea ce Joe fuge după asasin, Jimmy și Cory merg în mașini separate. Mașina lui Cory este lovită din spate și, oprindu-se să se confrunte cu celălalt șofer, ea este împușcată mortal de ucigașul aflat în mașină; Jimmy este salvat de Joe. Jimmy și Joe trec mai târziu peste conflictul lor inițial. Ei decid să lucreze împreună pentru a rezolva cazul asasinării lui Cory.
La casa lui Cory, Jimmy și Joe descoperă dovada că senatorul Calvin Baynard, în prezent președinte al Comisiei Senatului pentru investigarea jocurilor de noroc în sportul profesionist, este mituit de către proprietarul echipei de fotbal din Los Angeles, Sheldon "Shelly" Marcone (Noble Willingham). Cory ar fi aflat de luarea de mită și a încercat să-l ajute pe Jimmy să se întoarcă la fotbal, determinând uciderea ei de către oamenii lui Marcone. Banda este distrusă de casetofonul defect din mașina lui Joe, dar el păcălește doi ucigași plătiți aruncându-i aer odată cu mașina sa.
Joe îl duce pe Jimmy la el acasă și se întâlnește cu fiica sa, Darian (Danielle Harris). Găsindu-l pe Jimmy în baie pe când acesta încerca să ia analgezice, Joe îl dă furios afară pe Jimmy. Pe când Jimmy pleca, Darian îi cere să semneze un card. În timp ce semna, ea îi dezvăluie faptul că Joe a fost un fan al fotbalistului; atunci când Jimmy a fost dat afară, Joe a renunțat să mai privească meciurile de fotbal. El semnează pe card o dedicație "pentru fiica ultimului samaritean".
În dimineața următoare, polițiștii, după ce au aflat de relația lui Mike cu soția lui Joe, bănuiesc că Joe l-a ucis pe Mike în semn de răzbunare și se duc să-l aresteze, dar Milo, mâna dreaptă a lui Marcone, pune primul mâna pe Joe. Marcone îi explică că senatorul Baynard s-a dovedit a fi mult prea scump de mituit, așa că Marcone a dispus uciderea acestuia și acuzarea lui Joe pentru uciderea lui Baynard, fotografiindu-l pe acesta când dădea oamenilor senatorului o servietă care trebuia să conțină banii de mită, dar avea în realitate o bombă. Joe este salvat de Jimmy și Darian și ei reușesc să pună mâna pe ambele serviete după o urmărire a gărzilor de corp ale senatorului și a lui Milo pe șosea; cu toate acestea, Milo supraviețuiește și o răpește pe Darian după ce Joe o trimite să cheme poliția.
Ajungând la biroul lui Marcone de pe stadion pentru a o salva pe Darian, ei sunt prinși, dar Jimmy creează o diversiune, permițându-le să lupte drum liber. Știind că Milo va încerca să-l împuște pe Baynard, Joe merge după el în timp ce-l trimite pe Jimmy să-l avertizeze pe Baynard. Luând mingea de joc, Jimmy o aruncă către Baynard, lovindu-l chiar în timp ce Milo începea să tragă. Joe se bate cu Milo pe marginea platformei de la instalația de iluminat a stadionului, unde poliția trage în el de mai multe ori, făcându-l să cadă în elicea unui elicopter care se rotea în cerc.
Joe și soția sa decide să se împace. Valiza cu bani este recuperată și fugarul Marcone, care a luat cu el servieta cu bomba, este ucis atunci când o deschide. La sfârșitul filmului, Joe și Jimmy decid să devină parteneri.

## Distribuție
- Bruce Willis - Joe Cornelius Hallenbeck, un fost agent al Secret Service și unul din principalii protagoniști
- Damon Wayans - James "Jimmy" Alexander Dix, un fost jucător profesionist de fotbal american și unul din principalii protagoniști
- Noble Willingham - Sheldon Marcone, proprietarul clubului fictiv L.A. Stallions și principalul antagonist
- Taylor Negron - Milo, mâna dreaptă a lui Marcone, al doilea antagonist
- Danielle Harris - Darian Hallenbeck, fiica lui Joe
- Halle Berry - Cory, stripteuză și iubita lui Jimmy
- Chelsea Field - Sarah Hallenbeck, soția lui Joe
- Bruce McGill - Mike Matthews
- Badja Djola - hoțul de pe alee
- Kim Coates - Chet
- Chelcie Ross - senatorul Calvin Baynard
- Joe Santos - Benjamin Bessalo
- Clarence Felder - McCoskey
- Tony Longo - Big Ray Walston
- Frank Collison - Pablo
- Eddie Griffin - DJ-ul clubului
- Bill Medley - el-însuși
- Verne Lundquist - el-însuși
- Dick Butkus - el-însuși
- Lynn Swann - el-însuși
- Billy Blanks - Billy Cole
- Ken Kells - antrenorul
- Morris Chestnut - copilul din vestiar

## Recepție
Filmul a avut rezultate sub așteptări, dat fiind vedetele care au jucat și suma plătită pentru scenariul lui Shane Black (1.75 milioane dolari). Roger Ebert a dat filmului trei stele, spunând că a fost "un exemplu superb de ceea ce este : un thriller de acțiune strălucit, reușit, cinic, inteligent, extrem de corupt și misogin". El are un rating de 44% pe Rotten Tomatoes și un scor de 6.7 din 10 pe Internet Movie Database. Comentariile au fost amestecate, iar unii critici citați de presă în perioada Crăciunului au spus că lansarea unui astfel de film violent ar fi motivul încasărilor oarecum slabe de la casele de bilete.    El a avut încasări de 7.923.669 dolari în primul week-end și încasări totale de 59.509.925 dolari.  Deși filmul nu a fost un succes, l-a ajutat pe Bruce Willis să-și recapete statutul său de vedetă după dezastruosul Hudson Hawk și a adus profit la box-office, devenind extrem de popular pe piața de închirieri de casete video. 

## Premii
Ultimul samaritean a fost nominalizat la două premii MTV Movie.
- cea mai bună secvență de acțiune - pentru secvența căderii în elicea elicopterului
- cel mai bun duo - Bruce Willis & Damon Wayans